# Ramal CC10 del Ferrocarril Belgrano
El Ramal CC10 pertenecía al Ferrocarril General Belgrano, Argentina.

## Ubicación
Se hallaba en la provincia de Catamarca. Atraviesa los departamentos La Paz y  Capayán.

## Características
Era un ramal de la red de vía métrica del Ferrocarril General Belgrano, cuya extensión es de 176 km entre las cabeceras Recreo y Chumbicha. Corría paralelamente a la Ruta Nacional 60 durante gran parte del ramal.

## Historia
El ramal fue originalmente propiedad del Ferrocarril Central Norte Argentino y luego vendido al Ferrocarril Central Córdoba. Fue habilitado el 17 de febrero de 1886. Se encuentra sin operaciones y en estado de abandono.
El 19 de abril de 2021, se presentó el proyecto del Corredor Bioceánico, donde este ramal es uno de los tantos a rehabilitar, entre Chumbicha y Recreo.